# Distretto di San Marcos
Il distretto di San Marcos è un distretto del Perù nella provincia di Huari (regione di Ancash) con 13.607 abitanti al censimento 2007 dei quali 3.743 urbani e 9.864 rurali.
È stato istituitofin dall'indipendenza del Perù.